# Pallavolo ai XIV Giochi dei piccoli stati d'Europa - Torneo maschile
Il XIII torneo maschile di pallavolo ai Giochi dei piccoli stati d'Europa si è svolto dal 31 maggio al 4 giugno 2011 a Vaduz, in Liechtenstein, durante i XIV Giochi dei piccoli stati d'Europa. Al torneo hanno partecipato 6 squadre nazionali europee di stati con meno di un milione di abitanti e la vittoria finale è andata per la prima volta al Montenegro.

## Squadre partecipanti
- Andorra
- Cipro
- Islanda
- Lussemburgo
- Montenegro
- San Marino

## Classifica finale
| Classifica | Squadre     |
| ---------- | ----------- |
|            | Montenegro  |
|            | Cipro       |
|            | Lussemburgo |
| 4          | Islanda     |
| 5          | San Marino  |
| 6          | Andorra     |